# Torpille A244/S
La torpille A244/S est une torpille légère développée par le constructeur italien Whitehead-Motofides. Cette torpille peut être utilisée par des bâtiments de surface et des aéronefs.

## Historique
L’AS244 est conçu entre les années 1960 et 1970 à la demande de la marine italienne, qui a besoin d’une torpille plus efficace aux faibles profondeurs que la Mark 44 américaine qu’elle utilise alors. Elle y remplace ainsi cette dernière est y est utilisée en complément de l’A184, une torpille lourde efficace à grande profondeur.

## Caractéristiques
L’A244 est une torpille légère de 2,70 m de long pour 324 mm de diamètre. D’une masse totale de 221 kg, sa charge militaire comprend 34 kg d’explosif brisant. L’A244 peut être tirée depuis des bâtiments de surface ou larguée par des aéronefs et est efficace des hauts-fonds jusqu’à une profondeur moyenne. Elle peut également être installée sur le missile anti-sous-marin Ikara.
Une fois dans l’eau l’AS244 est propulsée par un moteur électrique alimenté par une batterie argent-zinc et peut atteindre une vitesse maximale de 30 nœuds (56 km/h) pour un rayon d’action de 6,5 km. Sur les premières versions, le guidage est assuré par une tête chercheuse Selenia AG70. Cette dernière a été remplacée sur la version A244/S par un système de guidage acoustique CIACIO-S qui peut fonctionner en mode actif ou passif et est capable d’identifier les leurres.

## Utilisateurs
- Algérie - 25
- Argentine - 540[2]
- Bangladesh
- Chine - 50 (ET52 Torpedo)[3]
- Colombie - 50
- Équateur - 72
- Grèce - 24

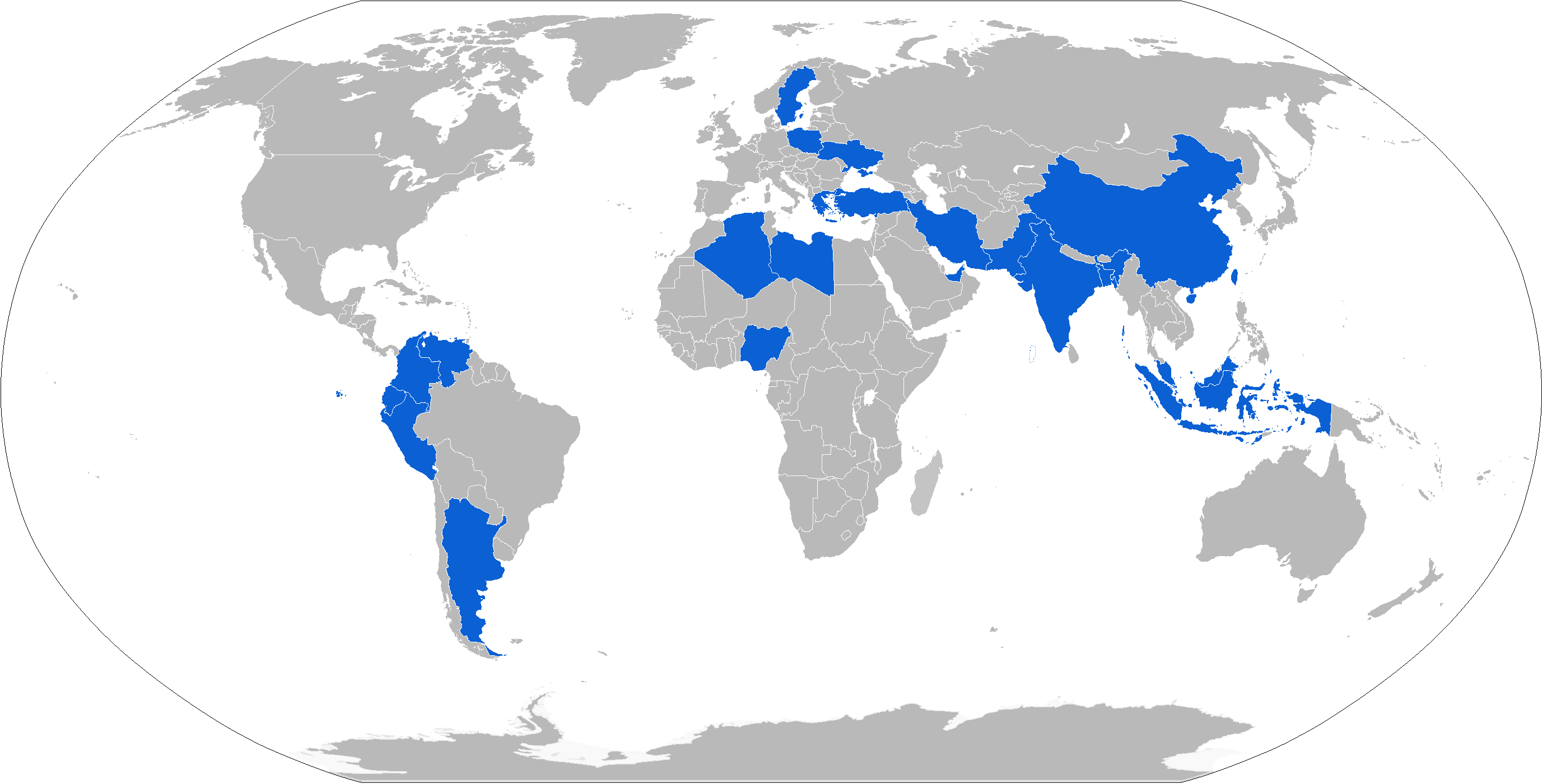
Planisphère avec les pays équipés des torpilles A244-S en bleu

- Inde - 450 (NST58, version dérivée)
- Indonésie - 88
- Italie - ??
- Iran - 12
- Libye - 12
- Malaisie - 75
- Nigeria - 18
- Pakistan - 12
- Pérou - 72
- Pologne - 6 (pour entrainement avant les MU-90)
- Singapour - 250 Mod.1 + 100 Mod.3
- Suède - 80
- Taïwan - 120
- Turquie - 50
- Ukraine - (2010 pour Project-58250)
- Émirats arabes unis - 50 Mod.1 (avril 1997), 24 + 25 (2005)
- Venezuela - 150